# Ibort
Ibort (en aragonais Ibor) est un village de la province de Huesca, situé à environ quatre kilomètres au sud-ouest de la ville de Sabiñánigo, sur la rive droite du Gállego. Il compte aujourd'hui 79 habitants. L'église du village est dédiée à saint Laurent.